# Корцхели
Корцхели (груз. კორცხელი) — село в Грузии, на территории Зугдидского муниципалитета края (мхаре) Самегрело-Верхняя Сванетия.

## География
Село находится в западной части Грузии, к востоку от реки Чхоуши, на расстоянии приблизительно 3 километров (по прямой) к северо-востоку от города Зугдиди, административного центра муниципалитета. Абсолютная высота — 313 метров над уровнем моря.

## Население
По результатам официальной переписи населения 2014 года в Корцхели проживало 883 человека (429 мужчин и 454 женщины). В национальной структуре населения грузины составляли 100 %.
| Год  | Население, человек |
| ---- | ------------------ |
| 2002 | 1431               |
| 2014 | ↘ 883              |